# NGC 6169
NGC 6169 је расејано звездано јато у сазвежђу Угломер које се налази на NGC листи објеката дубоког неба.
Деклинација објекта је - 44° 2' 43" а ректасцензија 16h 34m 5,0s. Привидна величина (магнитуда) објекта NGC 6169 износи 6,6. NGC 6169 је још познат и под ознакама OCL 984, ESO 276-SC5, around My Nor.